# Fredrik von Otter
Fredrik Wilhelm von Otter est un homme d'État suédois né le 11 avril 1833 à Fimmersta et mort le 9 mars 1910 à Karlskrona. Il est ministre de la Marine de 1874 à 1880 (son frère aîné Carl Gustaf lui succède à ce poste), puis ministre d'État de 1900 à 1902.

## Distinctions
- Chevalier de l'ordre royal de l'Étoile polaire.
- Grand-croix de l'ordre de Dannebrog